# Johann Nepomuk Geiger
Johann Nepomuk Geiger, född 11 januari 1805 och död 29 oktober 1880 i Wien var en österrikisk målare och tecknare.
Geiger kom från en bildhuggarfamilj och avsåg själv till en början att välja denna bana, men blev istället tecknare och målare. Hans illustrationer till Zieglers "Vaterländischen Immortellen" (1841) blev hans genombrott i yrket. Fram till 1848 följde ett stort antal andra illustrationer för historie- och diktverk, liksom ett antal oljemålningar för medlemmari kejsarhuset. Han medföljde 1850 ärkehertig Ferdinand Max på dennes orientresa och blev 1853 professor vid Wiener Akademie. Han blev också känd för sina erotiska akvareller.

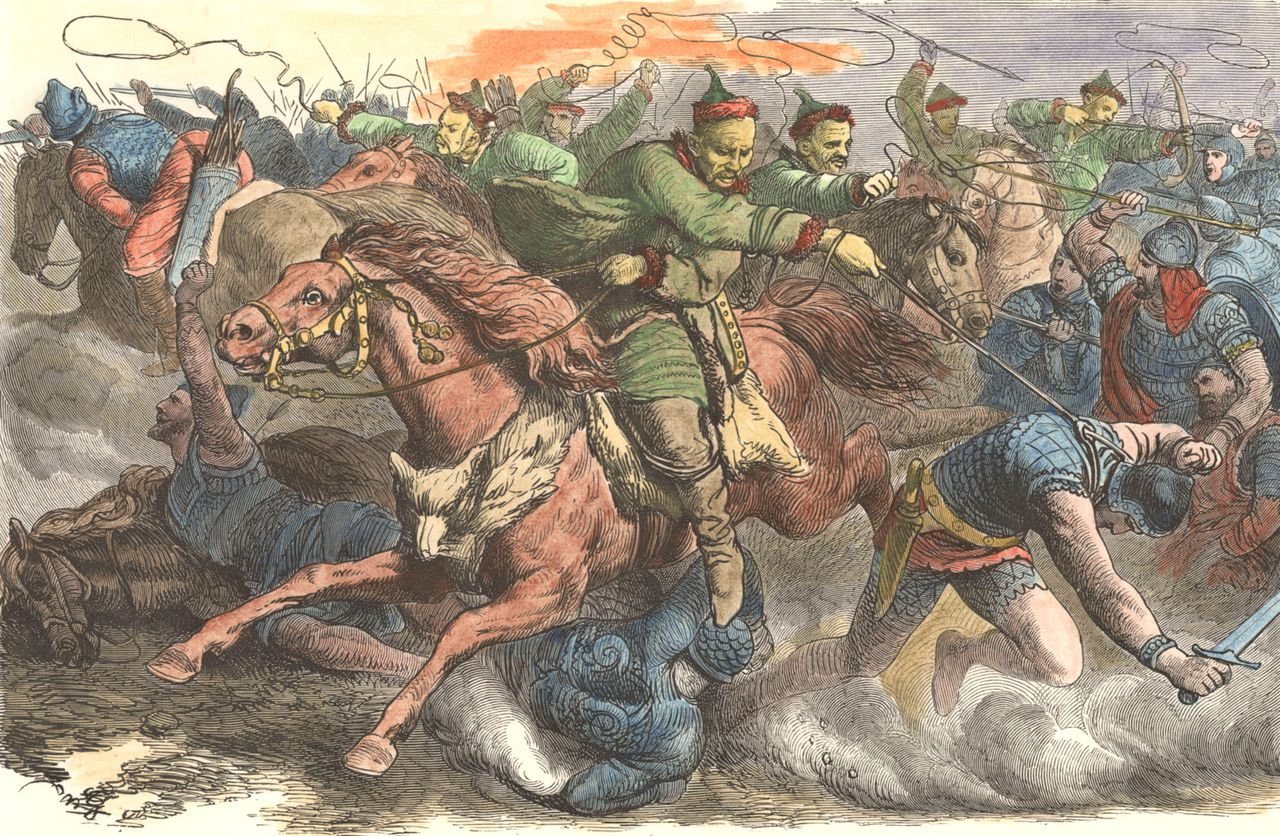
Hunner strider mot alaner
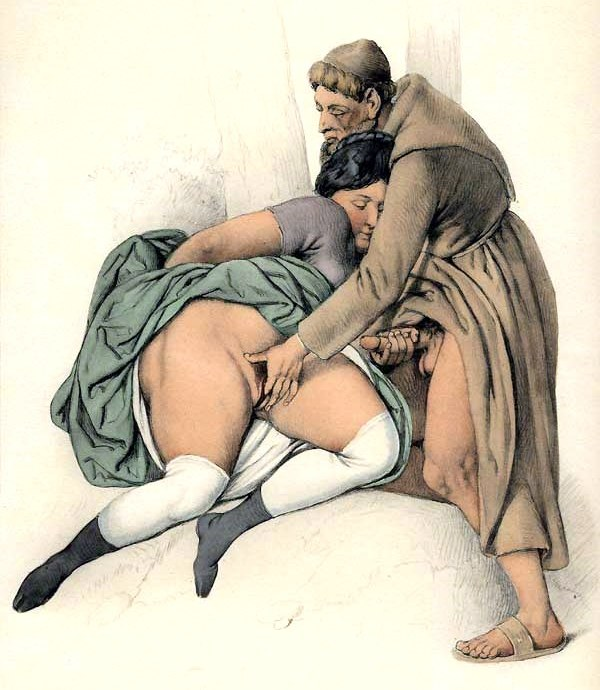
Akvarell 1840
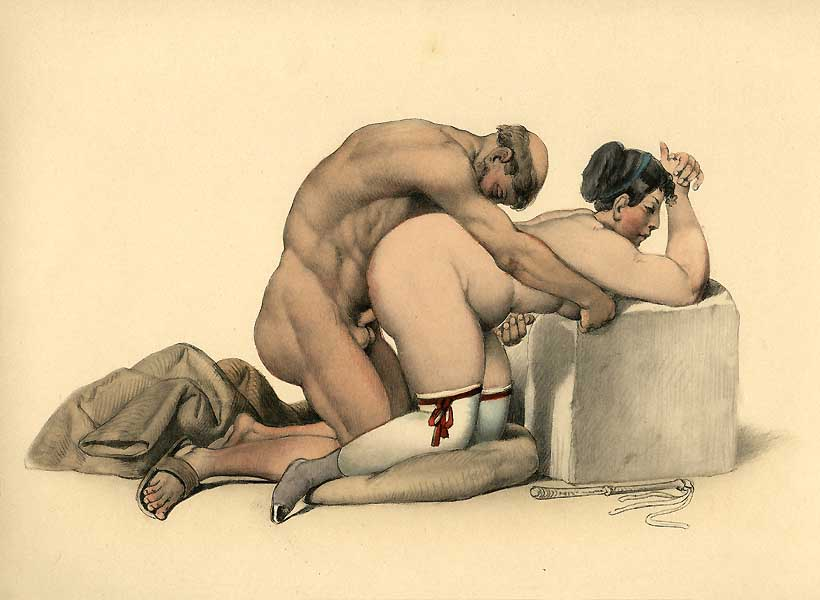
Akvarell 1840
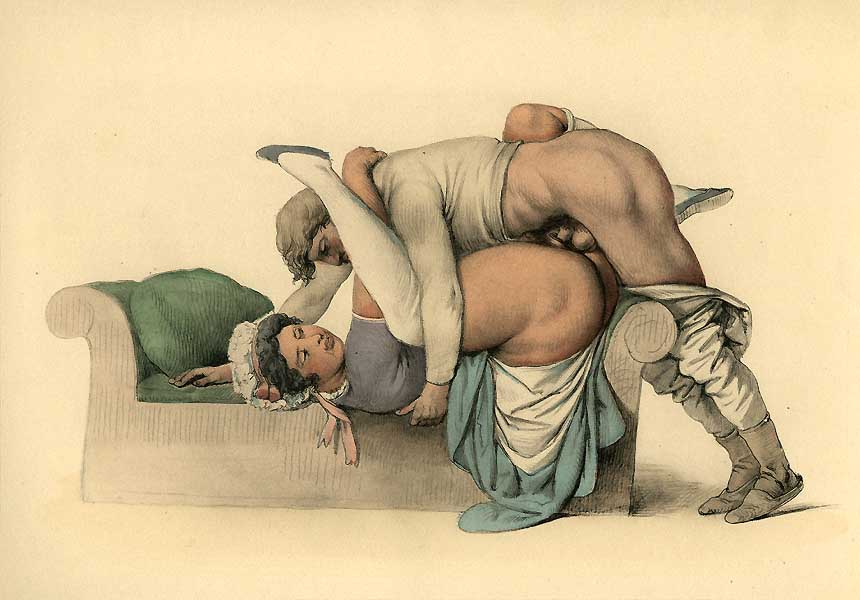
Akvarell 1840